# Todo lo que inventamos es cierto
Todo lo que inventamos es cierto es el nombre de un libro de cuentos escrito por Miguel Donoso Pareja publicado en 1990 donde explora la  frontera entre ficción y realidad, influenciado por la idea de que la invención puede ser tan verdadera como la experiencia vivida. A través de cuentos que reflexionan sobre la escritura, la literatura y otras formas de representación, el autor construye un "arte de la memoria" donde la palabra escrita adquiere un estatus de verdad, llegando incluso a crear mundos propios. Los personajes, inmersos en la lectura y la escritura, habitan una realidad maleable construida a través del lenguaje, donde las "verdades verbales" se convierten en las realidades más tangibles.

## Estilo
Todo lo que inventamos es cierto se ubica en la asunción de la narrativa desde una perspectiva actual y en la que propone , deliberadamente , la apropiación de todo texto como parte de un gran textoEsta obra, junto a sus novelas configuran un arte de la memoria.
El escritor Miguel Donoso Pareja, influenciado por una carta de Gustave Flaubert a Louise Colet en 1853, donde se sugiere que lo inventado puede ser cierto, construye su libro de cuentos justamente con ese título, explorando la relación entre escritura y realidad, algo que marcará su obra en general por su enfoque en la memoria y la reconstrucción de la experiencia. Los cuentos están cargados de referencias a la escritura, la literatura y otras formas de representación, como la pintura y el cine, lo que sugiere una reflexión sobre la naturaleza de la representación y la capacidad del lenguaje para crear mundos propios.
Donoso Pareja, a través de sus cuentos, propone que la escritura no solo representa la realidad, sino que la crea. Los personajes a menudo se dedican a la escritura, la lectura o la reflexión sobre el lenguaje, y la realidad misma se presenta como algo maleable, construido a través de palabras y relatos.